# أنجيلا كينغ
أنجيلا كينغ (بالإنجليزية: Angela King)‏ هي دبلوماسية جامايكية، ولدت في 28 أغسطس 1938، وتوفيت في 5 فبراير 2007 بسبب سرطان الثدي.